# Ремишова, Вероника
Вероника Ремишова (словац. Veronika Remišová, род. 31 мая 1976, Жилина, Чехословакия) — словацкая женщина-политик. Доктор искусств (ArtD.). Лидер партии «За людей» с 8 августа 2020 года. В прошлом — вице-премьер и министр инвестиций, регионального развития и информатизации Словакии (2020—2023), депутат Национального совета (2016—2020).

## Биография
Родилась 31 мая 1976 года в городе Жилина.
Окончила с отличием Высшую школу исполнительского искусства в городе Братислава, где получила степени магистр искусств и доктор искусств (ArtD.). Окончила Университет Париж IV Сорбонна в Париже, где получила степень магистра искусств. Окончила Колледж междисциплинарных исследований (Collége d´Études Interdisciplinaires) в Брюсселе, где получила степень магистра искусств. Получила сертификат об высшем образовании (Cert.H.E.) в колледже в Великобритании.
В 2004—2013 гг. работала в переводческом отделе Европейской комиссии в Люксембурге, руководила программой неформального образования «Молодёжь в действии». После возвращения в Словакию d 2013—2014 гг. преподавала в Университете имени Я. А. Коменского в Братиславе и в Католическом университете в Ружомбероке. В 2014—2018 гг. работала местным депутатом в муниципальном совете Братислава Старе-Место.
На парламентских выборах 5 марта 2016 года избрана депутатом Национального совета от партии «Обычные люди». Член Парламентской ассамблеи Совета Европы (ПАСЕ) с 20 июня 2016 года, входила в группу Европейских консерваторов и Демократического альянса. В июне 2019 года вступила в партию «За людей», созданную 2 сентября и возглавляемую президентом Словакии Андреем Киской. На парламентских выборах 29 февраля 2020 года переизбрана депутатом Национального совета от партии «За людей». 21 марта в связи с переходом на работу в правительство покинула Национальный совет. Вакантное место занял Марек Антал (Marek Antal).
8 августа 2020 года избрана председательницей партии «За людей» на партийном собрании в Тренчьянске-Теплице. Получила 76 голосов делегатов, её соперник — депутат Мирослав Коллар (Miroslav Kollár) — получил 33 голоса.
21 марта 2020 года получила портфель вице-премьера и одновременно портфель министра инвестиций и регионального развития в правительстве во главе с Игором Матовичем. С 23 марта по 1 апреля 2021 года временно исполняла обязанности министра юстиции после отставки Марии Коликовой по условию, поставленному премьером Словакии, на фоне правительственного кризиса из-за закупок российской вакцины «Спутник V». 1 апреля получила портфели вице-премьера и министра инвестиций и регионального развития в кабинете Эдуарда Хегера. 7 мая 2023 года правительство ушло в отставку, 15 мая назначен новый кабинет Людовита Одора.
На парламентских выборах 2023 года была 147-й в списке коалиции «ОЛНЛ и друзья», «Христианская уния» и «За людей» и была избрана депутатом Национального совета Словакии.